# Clase Fusō
La clase Fusō (扶桑?   un antiguo y poético nombre de Japón), fue un tipo de acorazado de la Armada Imperial Japonesa, diseñado antes de la Primera Guerra Mundial.

## Características
Su armamento principal de torres dobles de 356 mm (14 pulgadas) fue colocado en una poco ortodoxa distribución, 2-1-1-2. Este esquema presentaba una pequeña variación entre los dos miembros de la clase, ya que el Yamashiro tenía la tercera torreta apuntando a popa, mientras que en el Fusō apuntaba a proa.
Este esquema no permitía una cómoda operación de las torretas centrales, obstaculizadas por la chimenea que las separaba. Además la cintura acorazada debía ser necesariamente alargada. De todos modos, el casco relativamente de poca manga permitía una elevada velocidad para la época, unos 23 nudos.

## Historial de servicio

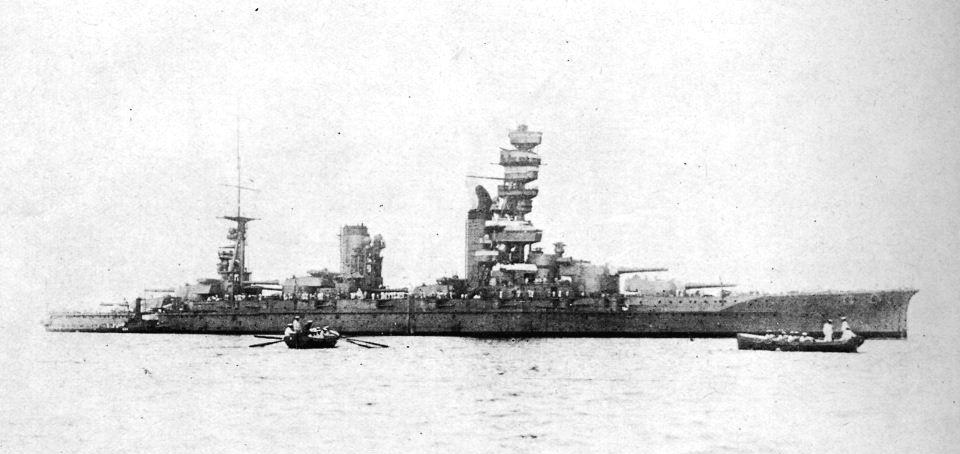
El Yamashiro, de la Clase Fuso.

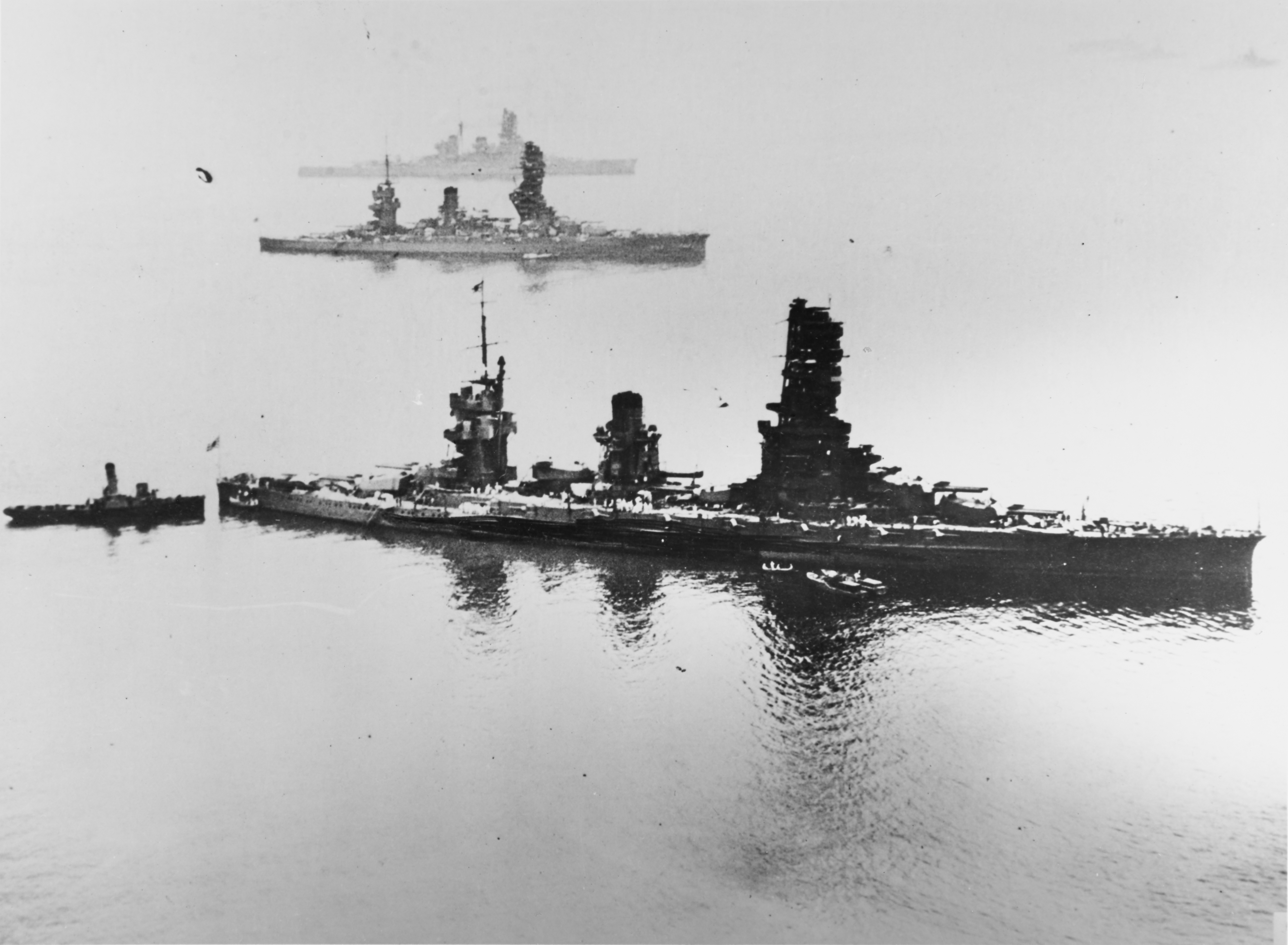
El Yamashiro en primer plano, el Fusō en el centro de la imagen, y el Haruna al fondo, en la Bahía de Tokio en la década de 1930.

En el período de entreguerras, fueron sometidos a extensas mejoras del blindaje y la propulsión, aumentando su potencia y velocidad, basándose en la experiencia obtenida en los enfrentamientos de la Primera Guerra Mundial. Pese a ello, los clase Fusō eran considerados poco protegidos y demasiado lentos en comparación con acorazados más modernos, por lo que se les mantuvo en reserva durante casi toda la Segunda Guerra Mundial, principalmente dedicados a entrenamiento de tripulaciones. Era destacable la enorme altura que alcanzó su mástil puente, con un característico estilo de pagoda llegando a los 45 metros desde la quilla.
Ambos buques fueron hundidos en la Batalla del Estrecho de Surigao la noche del 24 al 25 de octubre de 1944. El Fusō fue alcanzado por varios torpedos, tras lo que estallaron los pañoles de munición de la torreta C, partiéndolo en dos. El Yamashiro fue alcanzado repetidamente por la artillería naval dirigida por radar de los acorazados y cruceros estadounidenses, y tras una carga suicida contra sus posiciones, reducido a una ruina flotante, que fue finalmente enviada al fondo por torpedos lanzados por destructores.